# Cephalopholis hemistiktos
Cephalopholis hemistiktos es una especie de pez del género Cephalopholis, familia Serranidae. Fue descrita científicamente por Rüppell en 1830.
Se distribuye por el Océano Índico Occidental: solo desde el extremo norte del mar Rojo hasta el golfo Pérsico y la costa de Pakistán. La longitud total (TL) es de 35 centímetros. Habita en arrecifes abiertos y se alimenta diurnamente de peces y crustáceos. Puede alcanzar los 55 metros de profundidad.
Está clasificada como una especie marina inofensiva para el ser humano.